# Саламандра каскадна
Саламандра каскадна (Rhyacotriton cascadae) — вид земноводних з роду Rhyacotriton родини Каскадні саламандри.

## Опис
Загальна довжина тіла коливається від 7,5 до 11 см. За своєю будовою схожа на олімпійську саламандру. Відрізняється розмірами хвоста, який не настільки сплощений й звужується на кінці. Має спину темно-коричневого або чорного кольору. Райдужина темна.

## Спосіб життя
Полюбляє гірську місцину, швидкі річки та струмки, інші прісні водойми з вкритими густою рослинністю берегами. Зустрічається на висоті 870–1219 м над рівнем моря. Дорослі особини рідко відходять більш ніж на 1 м від водойми. Активна вночі. Живиться безхребетними.
Самиця здатна відкладати яйця в будь-який час року, але найчастіше це робить в кінці весни. У кладці зазвичай від 2 до 13 яєць. Личинки з'являються через 5-6 місяців.

## Розповсюдження
Поширена на західному схилі Каскадних гір від гори Святої Олени (штат Вашингтон) на південь до північно-східної частини округу Лейн (штат Орегон).